# Izna
Izna (arabsky إذنا‎, anglicky Idna) je palestinské město na Západním břehu Jordánu, nacházející se v guvernorátu Hebron, 13 km západně od Hebronu a asi 1 km východně od zelené linie. Podle Palestinského centrálního statistického úřadu zde žilo v roce 2016 přibližně 25 107 obyvatel.
Vádí rozděluje město na jižní a severní část. Hlavním zdrojem příjmů města je zemědělství. Celková rozloha města je 21 526 dunamů (21,5 km2), z toho 2 809 dunamů (2,8 km2) zaujímá zastavěná plocha.

## Historie
Izna byla osídlena již v kanaánské době (doba bronzová), což dokazují pozůstatky nalezené ve městě. Město je ztotožňováno s biblickým městem Dana, o kterém se píše v Knize Jozue (15,49). Město se podařilo dobýt Hebrejcům, Římanům, Byzantincům a Arabům a byly zde nalezeny mince, sochy, hroby a keramika, které patřily těmto obyvatelům.
V roce 2018 zde bylo nalezeno mnoho hrobů z dob Římské říše (1. století n. l.).

### Období Osmanské říše
Izna byla připojena k Osmanské říši spolu s celou Palestinou v roce 1517. Nacházelo se zde 68 domácností, přičemž všechny byly muslimské. Obyvatelé pěstovali pšenici, ječmen, olivy, vinnou révu a ovoce a chovali kozy a včely, za což odváděli 33,3 % daň; celkem 19 000 akçe. Všechny příjmy byly odváděny do vakfu (nadace).
Edward Robinson, který město navštívil v roce 1838, zaznamenal, že obě části města vedl šejk, kterého obyvatelé obou částí podporovali. V blízkosti města se nachází ruiny původní vesnice. Byly zde nalezeny mramorové tesery (keramický obklad využíván při vytváření mozaiky). Izna byla označena za muslimskou vesnici ležící mezi horami a rovinou Pásma Gazy, která podlehla vládě Hebronu.
Victor Guérin navštívil Iznu v červnu roku 1863 a popsal ji jako vesnici s téměř 500 obyvateli, rozdělenou na dvě části, z nichž každé vládl jeden šejk. Mnoho domů mělo kamenné podezdívky, které podle všeho pocházely z antiky.
Osmanský seznam vesnic z roku 1870 uvádí, že měla Izna 22 domů a 108 obyvatel, přičemž počet obyvatel zahrnoval pouze muže.
Průzkum z roku 1883 popsal Iznu jako „malou vesnici na jižním svahu kopce [ ] rozdělenou malou prohlubní na dvě části.“ Bylo zjištěno, že se v blízkosti města nachází několik velkých jeskyní s výklenky pro lampy nebo lebky.

### Období Britského mandát Palestina
Při sčítání lidu v Palestině v roce 1922, které provedly úřady Britského mandátu Palestina, žilo v Izně 1300 obyvatel, všichni muslimové. Při sčítání lidu v roce 1931 zde žilo 1 719 obyvatel, všichni muslimové, v 317 domech.
Podle statistik z roku 1945 zde žilo 2 190 obyvatel, všichni muslimové, kteří podle oficiálního průzkumu vlastnili 34 002 dunamů půdy (34 km2). Rozlohu 528 dunamů (0,53 km2) zaujímaly plantáže, 14 481 dunamů (14,5 km2) plocha pro obiloviny a 153 dunamů (0,15 km2) zastavěná (městská) plocha.

### Izna pod správou Jordánska
Po arabsko-izraelské válce v roce 1948 a po uzavření dohod o příměří v roce 1949 byla Izna pod jordánskou správou.
Podle jordánského sčítání lidu z roku 1961 zde žilo 3 568 obyvatel.

### Rok 1967 a následky
Od šestidenní války v roce 1967 okupoval Iznu Izrael. Podle sčítání lidu provedeného izraelskými úřady v roce 1967 zde žilo 3 713 obyvatel.

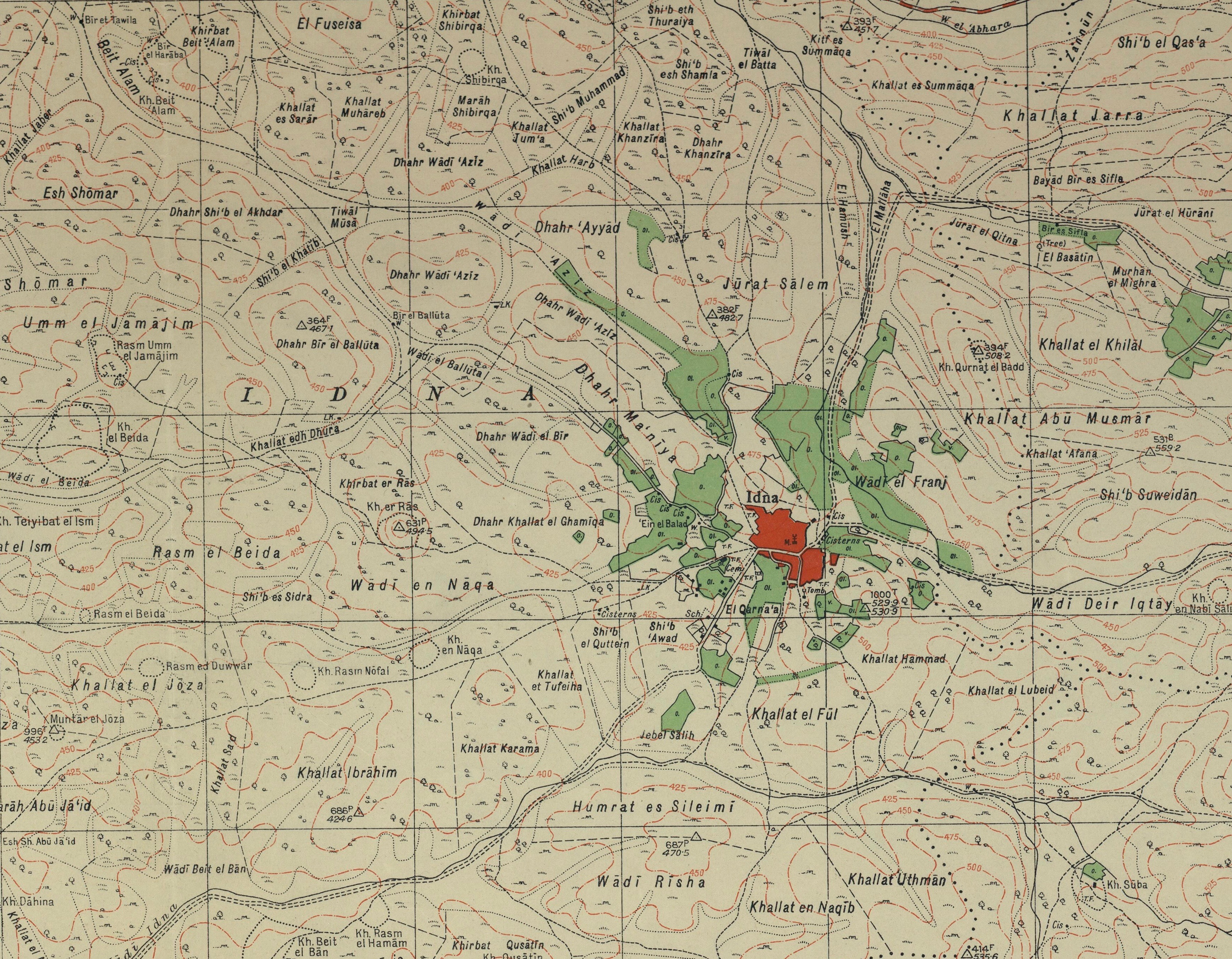
Plánek Izny, 1933 (měřítko 1:20 000)

Dne 25. dubna 2015 byl v Hebronu zastřelen dvacetiletý Mahmúd Abú Džejša z Izny, který byl obviněn z pobodání izraelského vojáka.